# Niphostola
Niphostola és un gènere d'arnes de la família Crambidae.

## Taxonomia
- Niphostola micans Hampson, 1896
- Niphostola punctata Swinhoe, 1904